# Papež Pij I.
Sveti Pij I., papež, * konec 1. stoletje n. št., Oglej, Rimsko cesarstvo); † okoli 154, Rim. 

## Življenjepis
Pij je bil rojen v mestu Oglej. Očetu je bilo ime Rufin(us). Njegov brat je bil verjetno Hermas, ki pravi o sebi, da je bil najprej suženj, a potem svobodnjak. 
Mladi Pij je spoznal krščanstvo najbrž v Rimu, kamor je prišel skupaj z bratom in kjer je bil posvečen v prezbiterja ali duhovnika. Po smrti papeža Higina se je Cerkev skozi tri dni postila in molila, nato pa ga je razglasila za rimskega škofa. 

### Uvajanje spovedi
Menijo, da je Pij I. uvedel današnjo obliko spovedi, ki obsega tudi kesanje in odvezo.

### Apologeti
Za časa papeževanja Pija I. se je gnosticizem skušal v Rimu še bolj uveljaviti; Kerdonu in Valentinu se je pridružil še gnostični učitelj Markion. Proti gnosticizmu je nastopil sloviti filozof in mučenec sveti Justin, ki je pod cesarjem Antoninom Pijem (138-161) prišel v Rim in tam ustanovil svojo šolo. Razen spisov zoper gnosticizem in Markiona je sestavil še dva zagovora krščanstva; prvega je naslovil na cesarja, drugega pa na rimski senat. Justin je pobijal neutemeljene obtožbe zoper kristjane in razkrinkaval lažnivo obrekovanje s strani poganov. Njegov je tudi Dialog z Judom Trifonom, najstarejši ohranjeni krščanski zagovor pred judovskimi obtožbami.

## Smrt in češčenje
V Rimskokatoliški cerkvi je njegov god 11. julija.

### Ocena
Sveti Pij I. je doživljal med svojim pontifikatom mnoga nasprotovanja. Dejstvo, da je učil apologet Justin krščanski nauk na znanstveni podlagi v Rimu in da so gnostični učitelji med seboj kar tekmovali, kdo bo imel več uspeha prav v Rimu, govori v prid temu, da so imeli Rim za središče krščanstva in rimskega škofa za njegovega vrhovnega poglavarja. 
Po koledarski reformi 1969 je god sv. Pija I. ohranjen kot neobvezni, vendar ni več omenjen kot mučenec, ker za to menda ni zadosti zgodovinskih dokazov.
Biografski podatki v Hermasovem Pastirju niso ravno zanesljivi. Na splošno menijo, da je nastalo Hermasovo delo Pastir v času papeža Pija I. in ne že za časa Klemena, kot je notri omenjeno.